# فيكتور فازاريلي
فيكتور فازاريلي (9 أبريل 1908 - 15 مارس 1997)، هو مصور ونحات فرنسي هنغاري الجنسية، يعتبر أول من ابتدع فن الخداع البصري وتبعه في مدرسته هذه كثير من الفنانين، أهمهم الإنجليزية بريجيت رايلي التي ابتكرت عددا 76) واثنين من المتاحف 'التعليمية' في بيكس (1976) وبودابست (1986). المتاحف فازاريلي من بكس وبودابست الاحتفاظ التبرعات التي لا يمكن التصرف به بيكس وأعمالا لفنانين آخرين في مجموعته (سوتو، Morellet، Yvaral، كلير فازاريلي).
توفي فازاريلي باريس مارس 15، 1997، في سن 91 سنة
وهو والد الفنان Yvaral، الذي أنتج يعمل في نفس النمط، والجد من فازاريلي بيير وريثه الوحيد. 

## حياته
بدأ فيكتور فاساريلي دراسة الطب، لكن توقف بعد عامين. ثم أصبح مهتما في باوهاوس ودرس في موهيلي دي ساندور بورتنيك (في) في بودابست 1929-1930.
في عام 1930، انتقل إلى باريس 5 حيث بدأ كرسام جرافيك في وكالات الإعلان مثل هافاس، دريجر، ديفامبيز. هذا هو المكان الذي قام فيه بعمله الرئيسي الأول، زيبرا (1939) يعتبر اليوم أول عمل في هذا النوع من الفن المرجع.
على مدى العقدين المقبلين، طور فاساريلي نموذجه الخاص للفن المجرد الهندسي، ويعمل في مجموعة متنوعة من المواد، ولكن باستخدام عدد ضئيل من الأشكال والألوان.
المسيح والقديس بطرس هي من بين الأعمال الدينية القليلة للفنان ويتم عرضها في سرداب كاتدرائية إيفري. صممت فاساريلي أيضا 25 زجاجا من الزجاج الملون في الكنيسة المسكونية سانت فرانسيس من أسيسي في بورت غريمود في فار.
كما عمل في العديد من الشركات والتحولات في عام 1972 مع ابنه، الفنان البصري إيفارال (1934-2002)، وشعار رينو.

## وصلات خارجية
- فيكتور فازاريلي على موقع IMDb (الإنجليزية)
- فيكتور فازاريلي على موقع الموسوعة البريطانية (الإنجليزية)
- فيكتور فازاريلي على موقع مونزينجر (الألمانية)
- فيكتور فازاريلي على موقع ميوزك برينز (الإنجليزية)
- فيكتور فازاريلي على موقع ديسكوغز (الإنجليزية)